# ライブ・アンダー・ザ・スカイ
ライブ・アンダー・ザ・スカイ (Live Under the Sky) は、1977年（昭和52年）から1992年（平成4年）にかけて毎年夏（7月）に催されていた、日本のジャズフェスティバル。

## 概要
鯉沼プロモータが多くのジャズミュージシャンを招聘・集めて開催された野外コンサート。東京都大田区田園調布の田園コロシアム（スタジアム、テニスコート）にて始まった。騒音問題により、会場をよみうりランドオープンシアターEAST（野外音楽堂）に移す。ジャズのライブということで、アドリブ/インプロヴィゼーションの掛け合いをファンは楽しんだ。ハービー・ハンコックのV.S.O.P.クインテットなど、ファンが「伝説」と呼ぶ演奏を残した。
また、全国各地をツアーする年もあり、札幌・仙台・富山・名古屋・大阪・福岡・香港などで開催された事もある（札幌など地方ではホールでの開催例もある）。
メインスポンサーである日本たばこ産業の方針変更により、1992年（平成4年）をもって終了となった。
正式なイベントの名称は「Select - Live Under The Sky」である。「Select」の語は当時の日本たばこ産業の製品の宣伝コピーを元にしたもの。

## 開催年月日と会場
- 1977年7月22日 - 24日 田園コロシアム
  - 笠井紀美子、鈴木宏昌 & PLAYERS
  - V.S.O.P.クインテット
ハービー・ハンコック、フレディ・ハバード、ウェイン・ショーター、ロン・カーター、トニー・ウィリアムス
  - JAZZ OF JAPAN
    - 峰厚介グループ
峰厚介、益田幹夫、裵明煥、井野信義、村上寛
    - 本田竹曠トリオ
本田竹曠、川端民生、ハロルド・デイヴィス（Harold Davis）
    - 富樫雅彦カルテット
富樫雅彦、中川昌三、加古隆、翠川敬基
    - 山本剛トリオ
山本剛、岡田勉、村上寛
    - 鈴木勲グループ
鈴木勲、宮元典子、渡辺香津美、秋山一将、笹路正徳、濱瀬元彦、 土肥晃、横山達治
    - 日野皓正クインテット
日野皓正、ジョン・スコフィールド、益田幹夫、クリント・ヒューストン（Clint Houston）、日野元彦
    - 渡辺貞夫クインテット＋１
渡辺貞夫、福村博、本田竹曠、岡田勉、 守新治、青山秋利
    - ジャズ・オブ・ジャパン・オールスターズ Guest Drummer Harold Smiley Davis
渡辺貞夫、日野皓正、峰厚介、本田竹曠、 鈴木勲、日野元彦
- 1978年7月27日 - 30日 田園コロシアム
  - TONY WILLIAMS ALL STARS
トニー・ウィリアムス、ビリー・コブハム、ロニー・モントローズ、ブライアン・オーガー、マリオ・チポリーナ (Mario Cipollina) 
  - McCOY TYNER TRIO
マッコイ・タイナー、ロン・カーター、トニー・ウィリアムス
  - RON CARTER QUARTET
ロン・カーター、ハンク・ジョーンズ、ハービー・ハンコック、トニー・ウィリアムス
  - GALLAXY SPECIAL
ハンク・ジョーンズ、レッド・ガーランド、リチャード・デイヴィス（英語版）、ロン・カーター、CHARLIE SCOTT、ロイ・ヘインズ、トニー・ウィリアムス、WALTER WINN、渡辺貞夫
- 1979年7月24日 - 29日（7月25日 - 29日が田園コロシアム “雨の田園コロシアム”として有名）
  - BRAZIL SPECIAL
エリス・レジーナ、ANTONIO CEZAR CAMARGO MARIANO (Cesar Camargo Mariano？)、Hélio Delmiro、ほか、ゲスト渡辺貞夫
  - V.S.O.P. QUINTET
ハービー・ハンコック、フレディ・ハバード、ウェイン・ショーター、ロン・カーター、トニー・ウィリアムス
  - CHICK COREA GROUP
チック・コリア、アル・ディ・メオラ、バニー・ブルネル、トニー・ウィリアムス
  - HERBIE HANCOCK & CHICK COREA DUO
ハービー・ハンコック、チック・コリア
  - 渡辺貞夫
渡辺貞夫、エルメート・パスコアール、CHINO BATERA、Hélio Delmiro、ITIBERE LUIS ZWARG、REALCINO LIMA FIHO
- 1980年7月23日 - 29日（7月23日 - 27日が田園コロシアム）
  - 日野皓正グループ
日野皓正、デイヴ・リーブマン、LEON PENDARVIS、ジョン・トロペイ、アンソニー・ジャクソン、GERRY BROWN、JANICE PENDARVIS
  - JOHN McLAUGHLIN、LARRY CORYELL、CHRISTIAN ESCOUDE
ジョン・マクラフリン、ラリー・コリエル、Christian Escoude
  - STANLEY CLARKE GROUP
スタンリー・クラーク、Charles Foster Johnson、STEVE BACH、サイモン・フィリップス
  - CHICK COREA GROUP
チック・コリア、STEVE KUJARA、ゲイル・モラン、AL VIZZUTTI(Allen Vizzutti？)、バニー・ブルネル、TOM BRECHTLEIN、ドン・アライアス
  - JAM'80
渡辺貞夫、日野皓正、本多俊之、チック・コリア、スタンリー・クラーク、ジョン・マクラフリン、ラリー・コリエル、デイヴ・リーブマン、GERRY BROWN、バニー・ブルネル、TOM BRECHTLEIN、ドン・アライアス、アンソニー・ジャクソン
- 1981年7月22日 - 26日 田園コロシアム
  - SONNY ROLLINS SPECIAL GROUP
ソニー・ロリンズ、ジョージ・デューク、スタンリー・クラーク、アル・フォスター
  - CHICK COREA SPECIAL GROUP
チック・コリア、エディ・ゴメス、ロイ・ヘインズ、マイケル・ブレッカー、Mike Garson
  - THE CLARKE - DUKE PROJECT
スタンリー・クラーク、ジョージ・デューク、DENZIL MILLER、EDWIN MARTINEZ、GORDON PEEKS
  - PACO DE LUCIA GROUP WITH CHICK COREA
パコ・デ・ルシア、CARLES BENAVENT、RUBEM DANTAS、ペペ・デ・ルシア、ホルヘ・パルド、RAMON DE ALGECIRAS、CARLOS REBATO ゲスト チック・コリア
  - HERBIE HANCOCK & CARLOS SANTANA BAND WITH WYNTON MARSALIS
ハービー・ハンコック、カルロス・サンタナ、ロン・カーター、トニー・ウィリアムス、ウィントン・マルサリス、DAVID MARGEN、アルマンド・ペラーサ、RAUL REKOW、ORESRS VILATO
- 1982年 中止
- 1983年7月29日 - 8月5日（7月29日 - 31日が よみうりランドEAST？）
  - ウェザー・リポート
ジョー・ザヴィヌル、ウェイン・ショーター、ヴィクター・ベイリー、オマー・ハキム、ホセ・ロッシー
Procession、Two Lines、Where the Moon Goes、Medley (8:30、Black Market、Elegant People、Birdland)
  - ザ・クルセイダーズ
ウィルトン・フェルダー、ジョー・サンプル、ラリー・グラハム、デイヴィッド・T・ウォーカー、BARRY FINNERTY、Tim Landers、レオン・チャンクラー、HECTOR ANDRADE
  - SONNY ROLLINS - CHICK COREA "TRIO MUSIC" WITH MIROSLDV VITOUS, ROY HAYNES
ソニー・ロリンズ、パット・メセニー、アルフォンソ・ジョンソン、ジャック・ディジョネット、チック・コリア、ミロスラフ・ヴィトウス、ロイ・ヘインズ
  - SPECIAL QUARTET
ソニー・ロリンズ、パット・メセニー、アルフォンソ・ジョンソン、ジャック・ディジョネット
  - SPECIAL NIGHT ？
チック・コリア、ウィルトン・フェルダー、ジョー・サンプル、ミロスラフ・ヴィトウス、ヴィクター・ベイリー、ロイ・ヘインズ、本多俊之
- 1984年7月28日 - 8月5日（7月28日 - 30日が よみうりランドEAST？）
  - GIL EVANS ORCHESTRA WITH JACO PASTORIUS
ギル・エヴァンス、ジョージ・アダムス、CHRIS HUNTER、ルー・ソロフ、Hannibal、MILES EVANS、ジョージ・ルイス、ピート・レヴィン、ハイラム・ブロック、マーク・イーガン、Adam Nussbaum、ジャコ・パストリアス
  - Black Uhuru WITH スライ&ロビー
スライ&ロビー、FRANKLYN WAUL、CHRISTOPHER BURTH、DARRYL THOMPSON、Michael Rose、ブラック・ウフル、Puma Jones
  - HERBIE HANCOCK AND ROCKIT BAND
ハービー・ハンコック、Jeff Bova、WAYNE BRATHWAITE、Anton Fier、EDWARD LEWIS、Foday Musa Suso、フィーチャリング D.ST、Bernard Fowler
- 1985年7月26日 - 8月7日（7月27日 - 28日が よみうりランドEAST？）
  - STANLEY CLARKE & LARRY GRAHAM DUO
スタンリー・クラーク、ラリー・グラハム、PERRY WILSON
  - ザ・クルセイダーズ with LARRY GRAHAM
ウィルトン・フェルダー、ジョー・サンプル、デイヴィッド・T・ウォーカー、BRAD BOBO、PERRY WILSON、ゲスト ラリー・グラハム
  - MILES DAVIS GROUP
マイルス・デイヴィス、ボブ・バーグ、ジョン・スコフィールド、ROBERT IRVING、ダリル・ジョーンズ、VINCENT WILBURN、STEVE THORNRON
  - ROBERTA FLACK
ロバータ・フラック、Barry Miles、LARRY McRAE、HOWARD KING、PHILLIP HAMILTON、HARRY WITAKER、ZENE ZACHAROFF、DENNIS COLLINS、GABRIELLE GOODMAN
- 1986年7月26日 - 8月6日（7月26日 - 27日が よみうりランドEAST？）（札幌・北海道厚生年金会館では CHICK COREA ELEKTRIC BAND と HERBIE HANCOCK QUARTET のみの出演）
  - CHICK COREA TRIO
チック・コリア、ロイ・ヘインズ、ミロスラフ・ヴィトウス
  - AL DI MEOLA with LARRY CORYELL
アル・ディ・メオラ、ラリー・コリエル
  - HERBIE HANCOCK QUARTET
ハービー・ハンコック、ブランフォード・マルサリス、ロン・カーター、トニー・ウィリアムス
  - CHICK COREA ELEKTRIC BAND
チック・コリア、JAMIE GRACER、ジョン・パティトゥッチ、デイヴ・ウェックル　（会場で配布されたステッカーには SCOTT HENDEROSN の名前があったが、直前に脱退したので、臨時でJAMIE GRACERが参加した）
  - HERBIE HANCOCK & CHICK COREA DUO
ハービー・ハンコック、チック・コリア
  - ORNETTE COLEMAN PRIME TIME BAND
オーネット・コールマン、Bern Nix、CHARLES ELLERBEE、LARRY McRAE、ALBERT MCDOWELL、DEBARD COLEMAN、KAMAL SABIR、大久保真理
- 1987年7月25日 - 8月8日（7月25日 - 26日が よみうりランドEAST？）
  - MILES DAVIS GROUP
マイルス・デイヴィス、ケニー・ギャレット、アダム・ホルツマン、ROBERT IRVING、JOSEPH MCCREARY、ダリル・ジョーンズ、RICKY WELLMAN、ミノ・シネル
  - SXL
坂本龍一(急病(耳を煩い)キャンセル)、サムルノリ、ビル・ラズウェル、SHANKAR、Ronald Shannon Jackson、Aiyb Dieng
  - WAYNE SHORTER GROUP
ウェイン・ショーター、マリリン・マズール、ジム・ビアード、CARL JAMES、テリ・リン・キャリントン
  - THE GADD GANG
スティーヴ・ガッド、リチャード・ティー、コーネル・デュプリー、エディ・ゴメス、ロニー・カーバー
  - JACK DEJOHNETTE'S SPECIAL EDITION
ジャック・ディジョネット、グレッグ・オズビー、ゲイリー・トーマス、Mick Goodrick、ロニー・プラキシコ、ナナ・ヴァスコンセロス
  - KAZUMI WATANABE MOBO
渡辺香津美、土岐英史、渡辺建、東原力哉、ゲスト Eugene Pao
  - ワールド・サキソフォン・カルテット
HAMIET BLUIETT、ジュリアス・ヘンフィル、オリヴァー・レイク、デヴィッド・マレイ
  - 10TH SPECIAL 'TRIBUTE TO JOHN COLTRANE'
ウェイン・ショーター、デイヴ・リーブマン、Richie Beirach、エディ・ゴメス、ジャック・ディジョネット
- 1988年7月30日 - 8月10日（7月30-31日 よみうりランドEAST？、8月7日万博記念公園お祭り広場）
  - MARLON JORDAN QUINTET
Marlon Jordan、KENT JORDAN、BILL CHILD、ROBERT HURST、GENE JACKSON
  - SELECT LIVE UNDER THE SKY SPECIAL QUARTET
パット・メセニー、アーニー・ワッツ、チャーリー・ヘイデン、ポール・ワーティコ
  - DAVID SANBORN GROUP
デイヴィッド・サンボーン、リッキー・ピーターソン、ハイラム・ブロック、STEVE ROGAN、テリ・リン・キャリントン、ドン・アライアス
  - SUN RA ARKESTRA
サン・ラ、MICHEL RAY、TYRONE HILL、AHMED ABDULLAH、Laurdine "Pat" Patrick、Marshall Allen、John Gilmore、LEROY TAYLOR、KENNY WILLIAMS、ダニー・トンプソン、JAMES JACKSON、EARL 'BUSTER' SMITH、EDWARD SKINNER、ART TAYLER、PHILLIP WATKINS、Billy Bang、BRUCE EDWARD、June Tyson、ART JENKINS
  - MILES DAVIS GROUP
マイルス・デイヴィス、ケニー・ギャレット、アダム・ホルツマン、ROBERT IRVING、JOSEPH MCCREARY、BENNY RIETVELD、RICKY WELLMAN、マリリン・マズール
- 1989年7月29日 - 8月10日（7月29-30日が よみうりランドEAST？、8月6日万博記念公園お祭り広場）
  - MICHAEL BRECKER BAND
マイケル・ブレッカー、マイク・スターン、ジョーイ・カルデラッツォ、JEFF ANDREWS、Adam Nussbaum、アイアート・モレイラ
  - THE MEETING
レオン・チャンクラー、アルフォンソ・ジョンソン、パトリース・ラッシェン、アーニー・ワッツ
  - SELECT LIVE 'SAXOPHONE WORKSHOP'
DIRECTED BY ドン・グロルニック FEATURING マイケル・ブレッカー、ビル・エヴァンス、スタンリー・タレンタイン、アーニー・ワッツ、鈴木良雄、Adam Nussbaum
  - 'SALUTE TO DUKE ELLINGTON' SPECIAL ORCHESTRA ORGANIZED BY GUNTHER SCHULLER
JOHN ECKERT、MARK GEATCHES、Steve Jensen、ジョー・ワイルダー、JEFFREY LINDBERG、MIKE WEBB、ボブ・ブルックマイヤー、Steven Wilson、WILLIAM KENNEDY、Loren Schoenberg、Dick Johnson、DANNY BANK、Johnny Frigo、PAUL MEYERS、Mel Lewis、Kenny Werner、Marc Johnson
  - ROBERTA FLACK
ロバータ・フラック、BARRY MILES、KATREECE BARNES、PHILLIP HAMILTON、JERRY BERNES、WILLIAM 'BUBBA' BRYANT、SANTITA JACKSON、DENNIS COLLINS、GABRIELLE GOODMAN
- 1990年7月28日 - 8月9日（7月28日 - 29日が よみうりランドEAST？）
  - RANDOOGA 'NEW WORLD CONCEPT'
佐藤允彦、アレックス・アクーニャ、Ray Anderson、ナナ・ヴァスコンセロス、土方隆行、峰厚介、岡沢章、高田みどり、梅津和時、スペシャルゲスト ウェイン・ショーター
  - SELECT LIVE SPECIAL BAND
アル・ジャロウ、Miki Howard、ジョー・サンプル、フィリップ・セス、バジー・フェイトン、スティーヴ・ガッド、FREDDY WASHINGTON、Lenny Castro
  - PARALLEL RIALITIES
ジャック・ディジョネット、ハービー・ハンコック、デイヴ・ホランド、パット・メセニー
  - DAVID SANBORN GROUP
デイヴィッド・サンボーン、リッキー・ピーターソン、ハイラム・ブロック、TOM BARNEY、BUDDY WILLIAMS、ドン・アライアス
- 1991年7月27日 - 8月7日（7月27日 - 28日が よみうりランドEAST？）
  - ORCHESTRE NATIONAL DE JAZZ (ONJ '89-'91)
CLAUDE BARTHELEMY、SERGE LAZAREVITCH、GERALD PANSANE、MICO NISSIM、JEAN-LOUIS MATINIER、BOBBY RABGELL、MICHAEL RIESSLER、JEAN-FRANCOIS CANAPE、PATRICK FEBERT、LUCA BONVINI、YVES FAVRE、Michel Godard、RENAUD GARCIA-FONS、JEAN-LUC PONTHIEUX、MANUEL DENIZET、CHRISTIAN LETE
  - MILTON NASCIMENTO
ミルトン・ナシメント、ROBERTINHO SILVA、TULIO MOURAO PONTES、JOAO BAPTISTA CARVAHIHO、VANDERLEI SILVA、RONALD SILVA
  - SELECT LIVE SPECIAL SESSION
ミルトン・ナシメント、ウェイン・ショーター、ハービー・ハンコック、スタンリー・クラーク、ROBERTINHO SILVA
  - HERBIE HANCOCK/WAYNE SHORTER/STANLEY CLARKE/OMAR HAKIM
ハービー・ハンコック、ウェイン・ショーター、スタンリー・クラーク、オマー・ハキム
  - THE MARCUS MILLER PROJECT FEATURING LALAH HATHAWAY
マーカス・ミラー、レイラ・ハサウェイ、ジョー・サンプル、フィリップ・セス、ディーン・ブラウン、エヴァレット・ハープ、MICHAEL STEWART、POOGIE BELL、STEVE THORNTON、STACY CAMPBELL、JEFFREY RAMSEY、SHARONE YOUNG
- 1992年7月25日 - 8月7日（7/25～26：よみうりランド・オープンシアターEAST、7/27：仙台サンプラザホール、7/29：名古屋国際会議場センチュリーホール、7/30：富山県民公園太閤山ランド特設会場、8/1：北九州ベイスクエア、8/2：大阪万博記念公園お祭り広場特設会場、8/5～8/7：香港クイーン・エリザベス・スタジアム）
  - CREED TAYLOR PRESENTS LARRY CORYELL AND 'LIVE FROM BAHIA'
ラリー・コリエル、DORI CAYMMI、Romero Lubambo、ビリー・コブハム、Donald Harrison、MARCIO MONTARROYOS、LUIS AVELLAR、NICO Assumpcao、DJALMA CORREA
  - パット・メセニー・グループ
パット・メセニー、ライル・メイズ、スティーヴ・ロドビー、ポール・ワーティコ、ペドロ・アスナール、アーマンド・マーサル
Have you Heard、First Circle、Last Train Home、Straight on Red、Firmer's Trust、Third Wind、Minuano (Six Eight)
  - V.S.O.P. QUINTET TRIBUTE TO MILES DAVIS
ハービー・ハンコック、ウォレス・ルーニー、ウェイン・ショーター、ロン・カーター、トニー・ウィリアムス
  - 富樫 雅彦 & JJスピリッツ
富樫雅彦、佐藤允彦、峰厚介、井野信義
  - THE MARCUS MILLER PROJECT FEATURING DAVID SANBORN
マーカス・ミラー、デイヴィッド・サンボーン、ドン・アライアス、ディーン・ブラウン、オマー・ハキム、デロン・ジョンソン、フィリップ・セス、MICHAEL 'PATCHES' STEWART